# Fernmeldeturm Helpterberg
Der Fernmeldeturm Helpterberg ist ein 170 Meter hoher Sendeturm für UKW-Rundfunk und Fernsehen am Südwesthang der Helpter Berge in Woldegk in Mecklenburg-Vorpommern. Der für die Öffentlichkeit nicht zugängliche Fernmeldeturm wurde 1981 von der Deutschen Post gebaut und wird heute von Media Broadcast betrieben.

## Geschichte
Die Sendeanlage auf dem Helpter Berg wurde 1955 vom DFF in Betrieb genommen. Der erste Turm war eine Stahlfachwerkkonstruktion. Zu DDR-Zeiten befand sich hier auch ein Mittelwellensender, der als Sendeantenne eine Dreieckflächenantenne verwendete. Zu DDR-Zeiten sendete man das erste Programm des Deutschen Fernsehfunks auf dem Kanal 3 innerhalb des VHF-Band I, 1982 wurde dieser Sender auf den Kanal 37 verschoben.

## Frequenzen und Programme

### Analoger Rundfunk (UKW)
| Frequenz (in MHz) | Programm               | RDS PS             | RDS PI                | Regionalisierung                    | ERP (in kW) | Antennendiagramm rund (ND)/gerichtet (D) | Polarisation horizontal (H)/vertikal (V) |
| ----------------- | ---------------------- | ------------------ | --------------------- | ----------------------------------- | ----------- | ---------------------------------------- | ---------------------------------------- |
| 90,5              | NDR 1 Radio MV         | NDR_1_MV, NDR1_NB  | D371, D771 (regional) | Neubrandenburg (Haff-Müritz-Studio) | 100         | ND                                       | H                                        |
| 94,2              | NDR 1 Radio MV         | NDR_1_MV, NDR1_HGW | D371, D671 (regional) | Greifswald (Vorpommernstudio)       | 6,3         | D (60°-110°)                             | H                                        |
| 96,0              | NDR Kultur             | NDR_Kult           | D383                  | –                                   | 100         | D (10°-80°)                              | H                                        |
| 96,5              | Deutschlandfunk        | __Dlf___           | D210                  | –                                   | 10          | D (10°-50°, 120°-220°, 280°-320°)        | H                                        |
| 97,1              | Deutschlandfunk Kultur | Dlf_Kult           | D220                  | –                                   | 30          | ND                                       | H                                        |
| 99,1              | NDR 2                  | _NDR_2__, NDR_2_MV | D382, D782 (regional) | Mecklenburg-Vorpommern              | 100         | D (10°-80°)                              | H                                        |
| 101,8             | NDR Info               | NDR_Info           | D384                  | –                                   | 100         | ND                                       | H                                        |
| 103,2             | N-Joy                  | _N-JOY__/VOM_NDR_  | D385                  | –                                   | 1,3         | D (120°-210°)                            | H                                        |
| 103,8             | 80s80s MV              | _80s80s_           | D378                  | Ost                                 | 100         | ND                                       | H                                        |
| 105,8             | Ostseewelle            | _OSTSEE_           | D379                  | Neubrandenburg/Wolgast              | 100         | ND                                       | H                                        |

### Digitales Radio (DAB+)
Digitaler Hörfunk im DAB+-Standard wird in vertikaler Polarisation im Gleichwellennetz (Single Frequency Network) mit anderen Sendern ausgestrahlt. 
| Block                    | Programme (Datendienste) | ERP (kW) | Antennen- diagramm rund (ND)/ gerichtet (D) | Gleichwellennetz (SFN)                                   |
| ------------------------ | --- | -------- | ------------------------------------------- | -------------------------------------------------------- |
| 10C NDR MV NB (D__00338) | DAB+ Block des Norddeutschen Rundfunks - NDR 1 MV NB (Neubrandenburg) (104 kbps) - NDR 2 MV (104 kbps) - NDR Kultur (104 kbps) - NDR Info MV (104 kbps) - N-Joy (104 kbps) - NDR Blue (104 kbps) - NDR Schlager (104 kbps) - NDR Info Spezial (104 kbps) - NDR BWS - NDR TPEG | 4        | ND                                          | Helpterberg, Malchin, Neubrandenburg, Neustrelitz, Röbel |

### Digitales Fernsehen (DVB-T)
| Kanal | Frequenz (in MHz) | Multiplex                          | Programme im Multiplex | ERP (in kW) | Antennen- diagramm rund (ND) / gerichtet (D) | Polarisation horizontal (H) / vertikal (V) | Modulations- verfahren | FEC | Guard- intervall | Bitrate (in MBit/s) | Gleichwellennetz (SFN)                                                                                               |
| ----- | ----------------- | ---------------------------------- | --- | ----------- | -------------------------------------------- | ------------------------------------------ | ---------------------- | --- | ---------------- | ------------------- | --- |
| 22    | 482               | NDR Mecklenburg-Vorpommern         | - NDR Fernsehen (Mecklenburg-Vorpommern) - MDR Fernsehen (Sachsen-Anhalt) / NDR Fernsehen (Schleswig-Holstein) (ztw.) - WDR Fernsehen / NDR Fernsehen (Niedersachsen) (ztw.) - BR Fernsehen / NDR Fernsehen (Hamburg) (ztw.) - rbb Fernsehen (Brandenburg) | 32          | ND                                           | H                                          | 64-QAM                 | 1/2 | 19/128           | 18,34               | Helpterberg, Waren (Müritz)                                                                                          |
| 23    | 490               | ZDFvision                          | - ZDF - 3sat - KiKA - ZDFneo - ZDFinfo | 20          | ND                                           | H                                          | 64-QAM                 | 3/5 | 19/128           | 22                  | Helpterberg, Waren (Müritz)                                                                                          |
| 36    | 594               | ARD Digital Mecklenburg-Vorpommern | - Das Erste (NDR) - One - Phoenix - Arte - Tagesschau24 | 32          | ND                                           | H                                          | 64-QAM                 | 1/2 | 19/128           | 18,34               | Garz (Rügen), Rostock (Toitenwinkel), Greifswald, Heringsdorf (Usedom), Schwerin, Helpterberg, Waren (Müritz), Röbel |

### Analoges Fernsehen (PAL)
Die Abstrahlung der analogen Fernsehsender wurde mit der Einführung von DVB-T eingestellt.
| Kanal | Frequenz (MHz) | Programm                               | ERP (kW) | Sendediagramm rund (ND)/ gerichtet (D) | Polarisation horizontal (H)/ vertikal (V) |
| ----- | -------------- | -------------------------------------- | -------- | -------------------------------------- | ----------------------------------------- |
| 22    | 479,25         | NDR Fernsehen (Mecklenburg-Vorpommern) | 450      | ND                                     | H                                         |
| 34    | 575,25         | ORB-Fernsehen                          | 147      | D                                      | H                                         |
| 37    | 599,25         | Das Erste (NDR)                        | 260      | ND                                     | H                                         |
| 52    | 719,25         | ZDF                                    | 500      | ND                                     | H                                         |